# Kamppi
Kamppi (en suédois Kampen) est un quartier du district de Kampinmalmi au centre d'Helsinki, la capitale finlandaise.

## Histoire

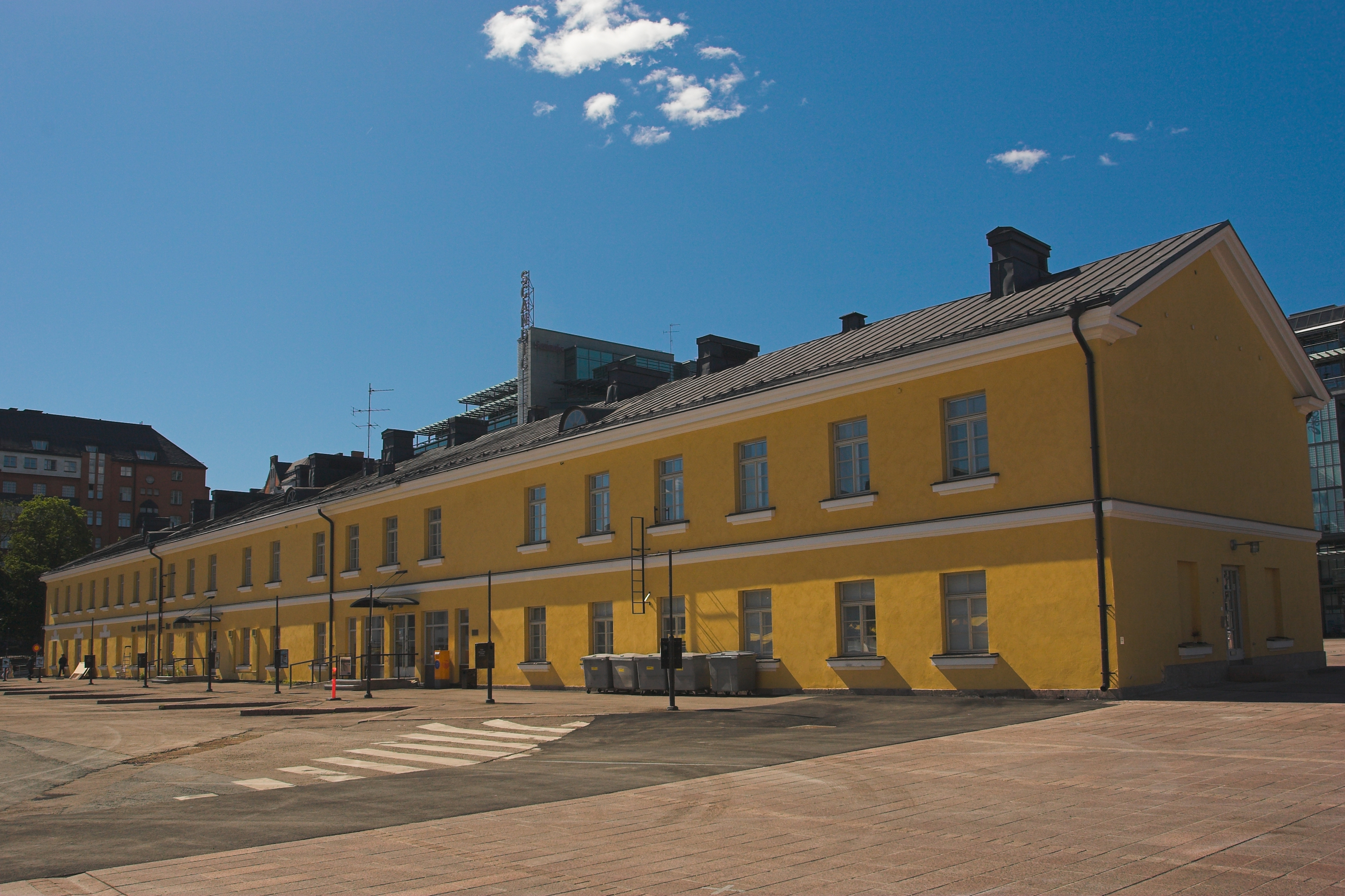
L'ancienne gare de bus. Construite en 1833 par Carl Ludvig Engel.

Kamppi est historiquement situé en bordure occidentale du centre, au-delà de l'avenue Mannerheimintie. Pendant la majeure partie du XIXe siècle et la tutelle russe, Kamppi est un terrain militaire. On y trouve un terrain d'exercice, des baraquements et des casernes, en particulier la caserne de Turku construite par Carl Ludwig Engel en 1833. Après le départ de l'armée russe dans les années 1870, l'espace libéré abrite un grand marché (Narikka) tenu principalement par les commerçants juifs, qui perdurera jusqu'en 1929.
La Guerre civile finlandaise change le visage de Kamppi. La caserne de Turku est détruite dans les combats. Elle sera partiellement reconstruite pour abriter, à partir de 1935, la gare routière d'Helsinki, et à proximité immédiate est inauguré en 1936 le bâtiment fonctionnaliste Lasipalatsi.
Au nord, le Tennispalatsi est inauguré en 1938 en prévision des Jeux olympiques de 1940 qui se dérouleront finalement en 1952. La gare de bus est doublée en 1983 d'une station de métro.

## Description
Les rues suivantes constituent les limites du quartier :
Mechelininkatu → Pohjoinen Rautatiekatu → Mannerheimintie → Erottajankatu → Uudenmaankatu → Sinebrychoffinkatu → Bulevardi → Hietalahdenranta → Mechelininkatu
Aujourd'hui le district de Kamppi compte 10 400 habitants et près de 30 000 emplois, et affirme son importance depuis l'ouverture du Centre de Kamppi.
Au début des années 2000, la municipalité décide de moderniser la gare de bus, grand espace inutilisé à quelques centaines de mètres de l'hypercentre, et lance alors la construction du Centre commercial Kamppi complété par une gare de bus souterraine, des bureaux et des logements. Entre août 2002 et mars 2006, Kamppi abrite le plus grand chantier de ce type de l'histoire du pays.

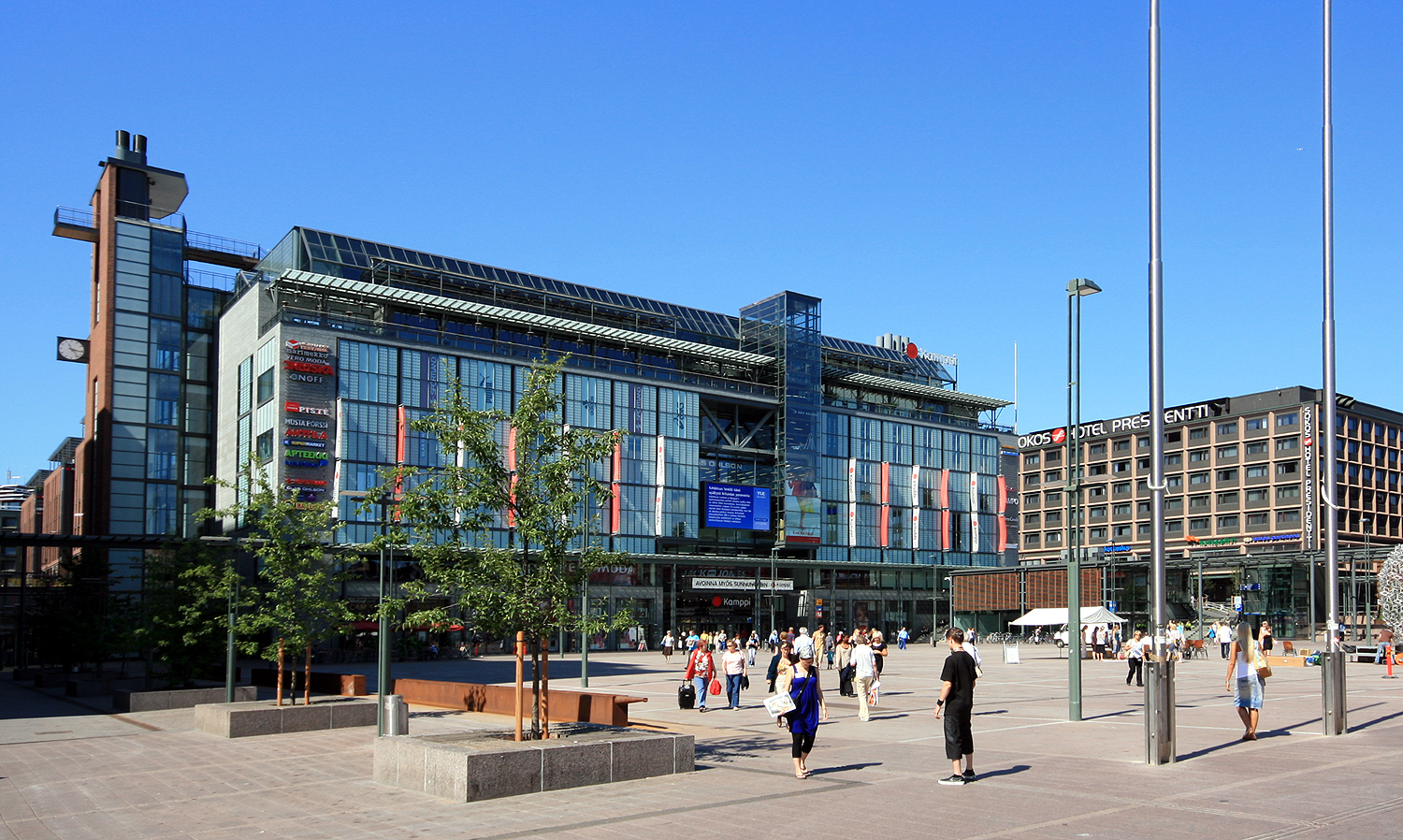
Le centre de Kamppi.

## Galerie

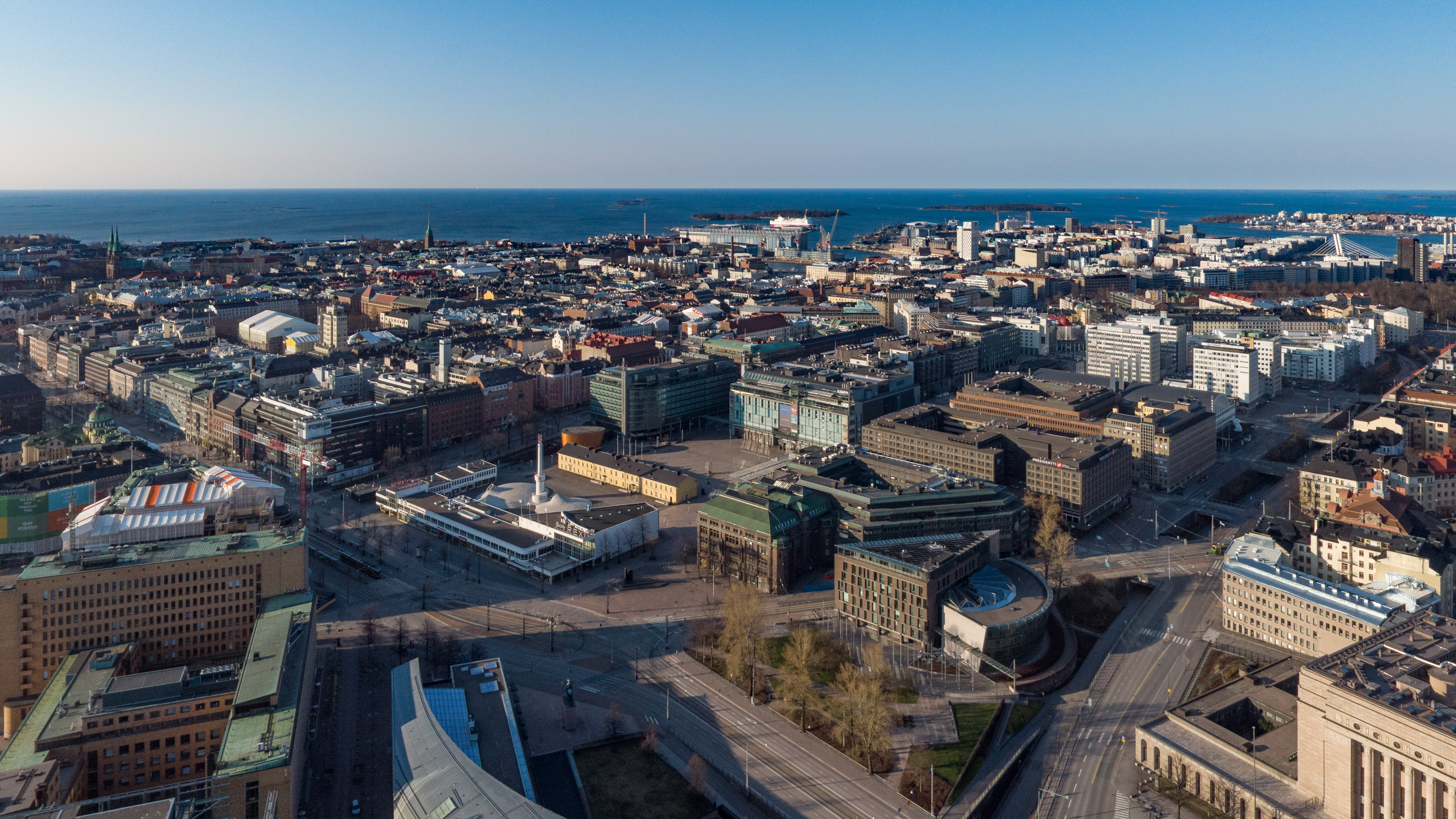
Kamppi en 2020.
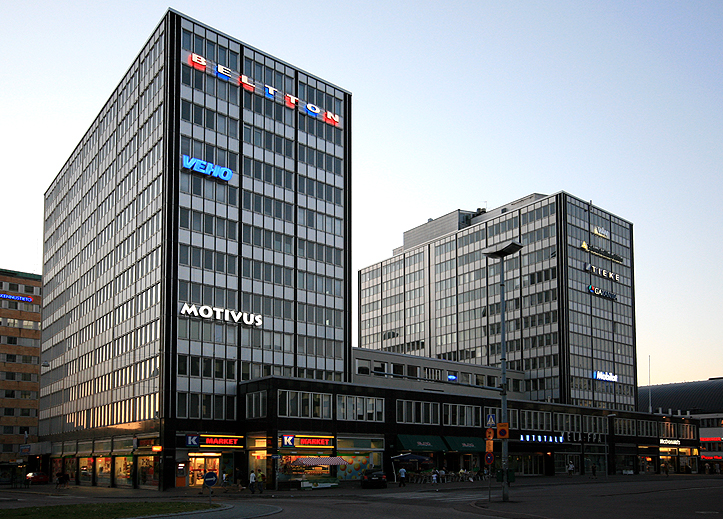
Autotalo
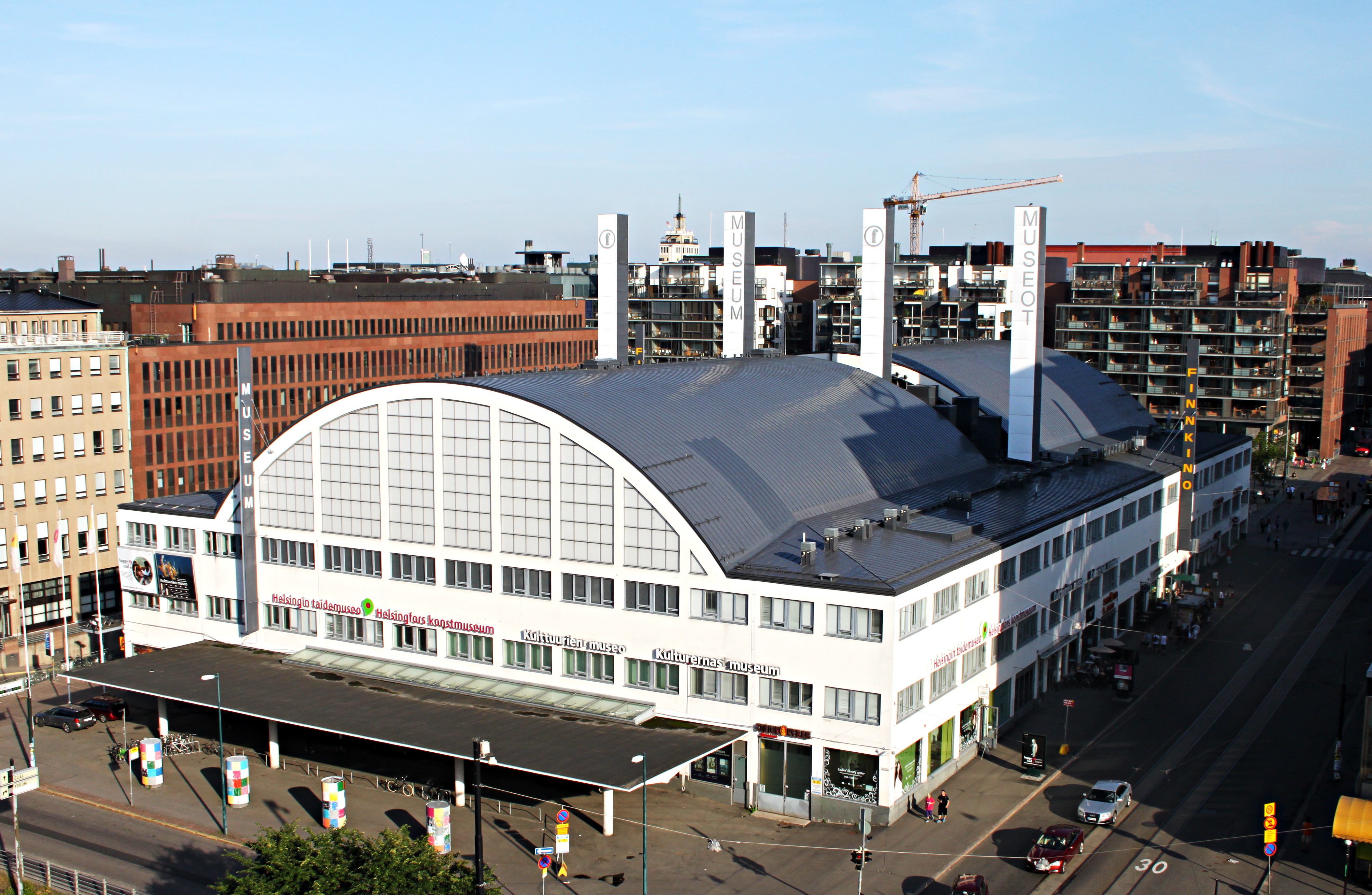
Tennispalatsi
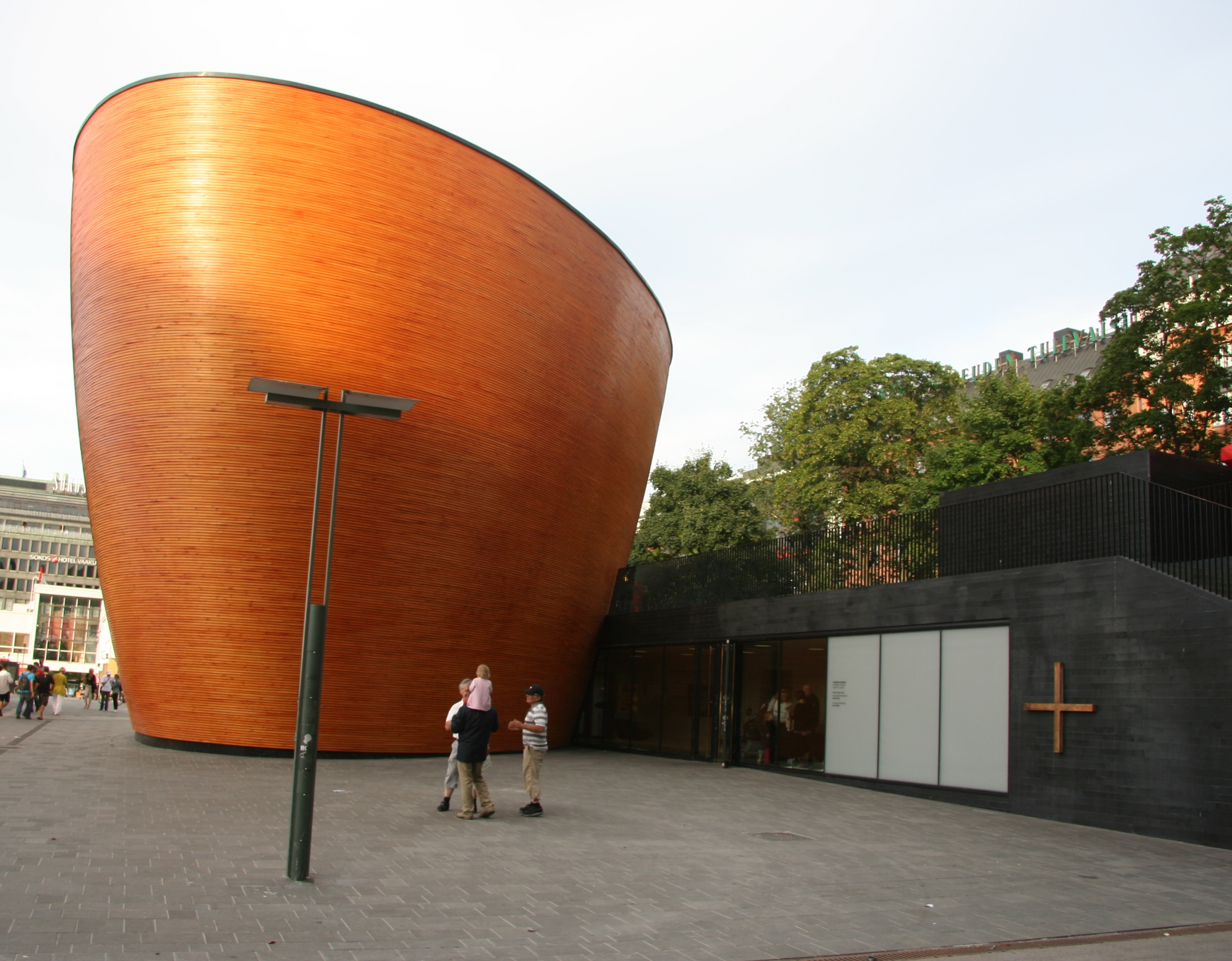
Chapelle de Kamppi

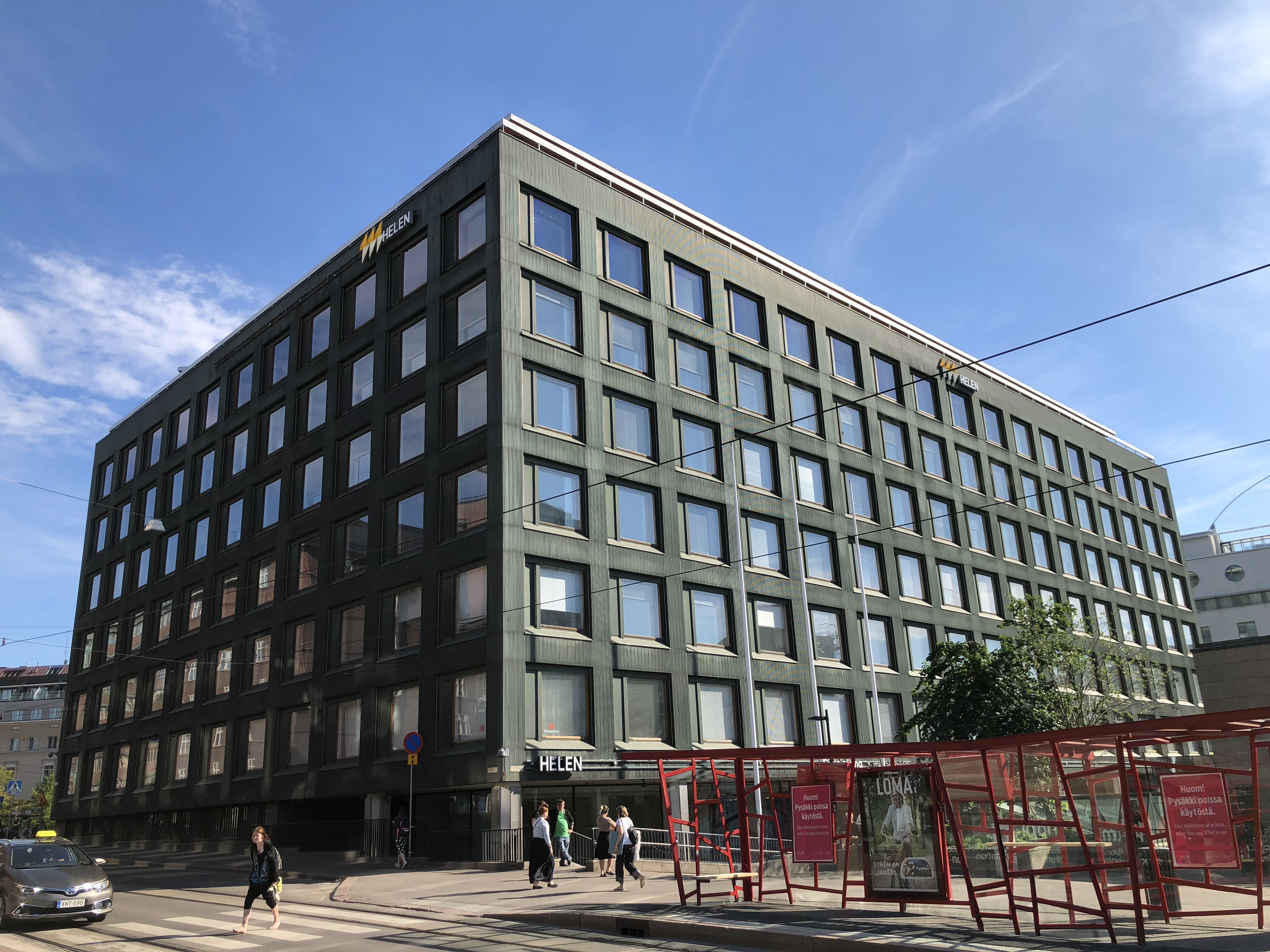
Sähkötalo d'Alvar Aalto.
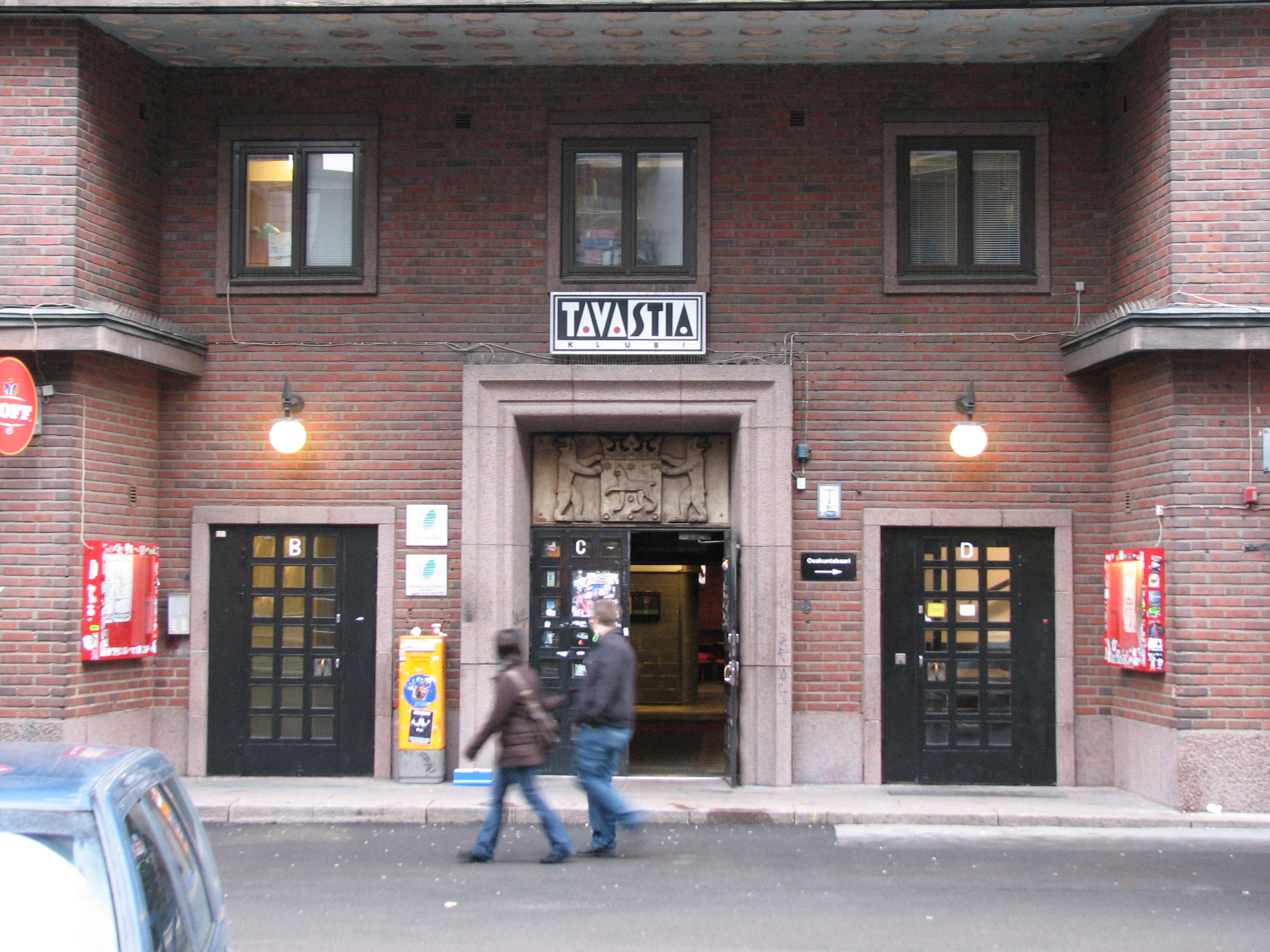
Tavastia-klubi.
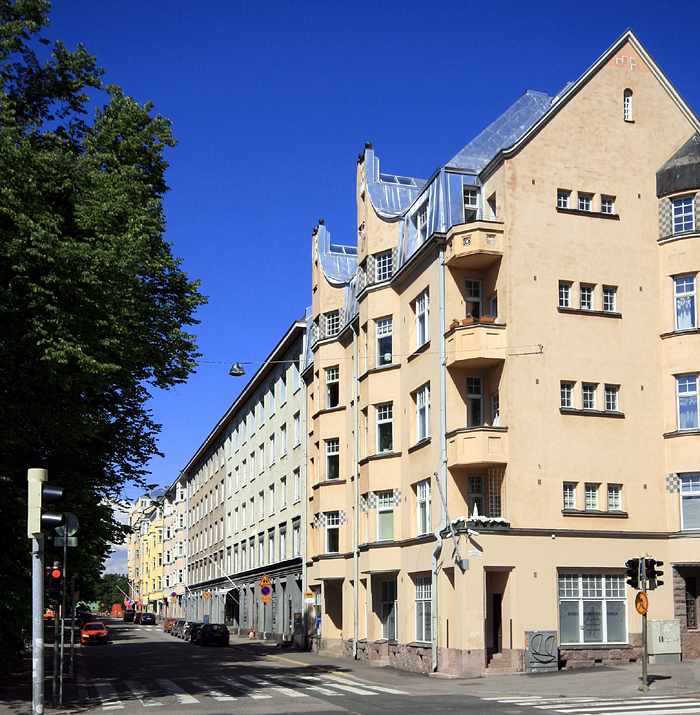
La rue Lapinlahdenkatu.
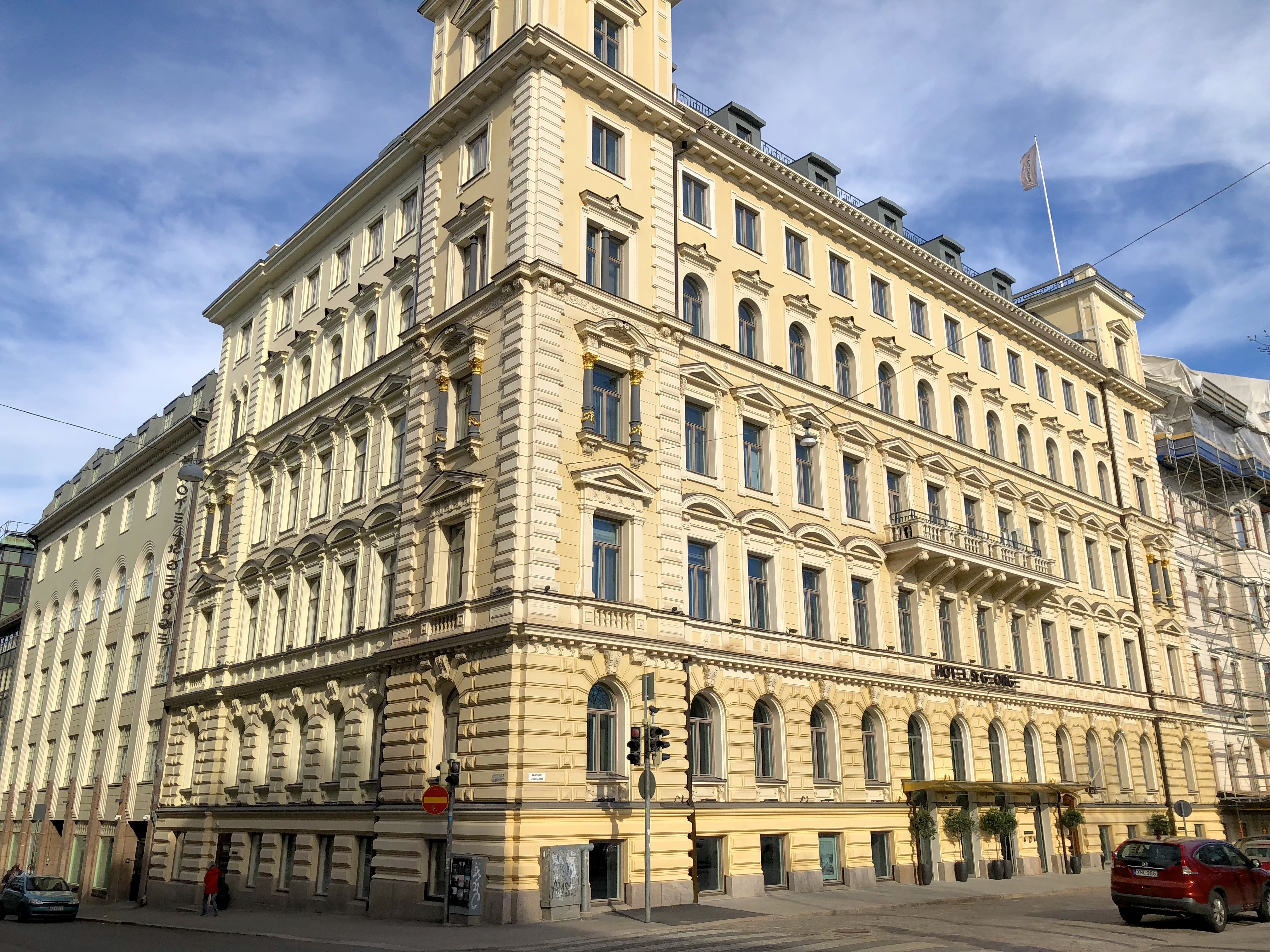
Hôtel St. George